# Erzbruderschaft St. Michael

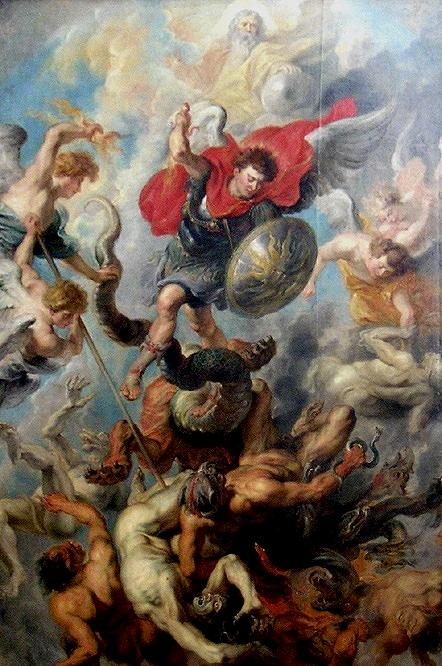
Der Hl. Michael

Die Erzbruderschaft St. Michael, voller Name: Bruderschaft des hl. Erzengels und Himmelsfürsten Michael, ist eine katholische Vereinigung von Geistlichen und Laien, der die Verehrung des Erzengels Michael ein besonderes Anliegen ist.

## Geschichte
Die Bruderschaft wurde am 8. Mai 1693 in der kurkölnischen Hofmark Berg am Laim bei München von dem Wittelsbacher Joseph Clemens von Bayern gegründet, der zu dieser Zeit Kurfürst und Erzbischof von Köln war. Sie stellte das Gegenstück zu dem nur dem Adel offenstehenden Orden vom Heiligen Michael dar. Gründungspräses der Bruderschaft war Fortunatus Hueber, Provinzial der Bayerischen Provinz der Franziskaner-Reformaten. In ihrer Blütezeit zählte sie bis zu 100.000 Mitglieder und ca. 50 Filialen in Bayern, Österreich und dem Rheinland. Überproportional hoch war von jeher der Anteil des Adels. Anfang des 18. Jahrhunderts gehörte das gesamte bayerische Herrscherhaus der Bruderschaft an. Hauskirche ist seit 1751 St. Michael in Berg am Laim, heute ein Stadtbezirk von München.
Auf die Fürsprache von Violante Beatrix von Bayern, einer Schwester Kurfürst Max Emanuels, erhob sie Papst Benedikt XIII am 23. Juli 1725 in den Rang einer Erzbruderschaft.

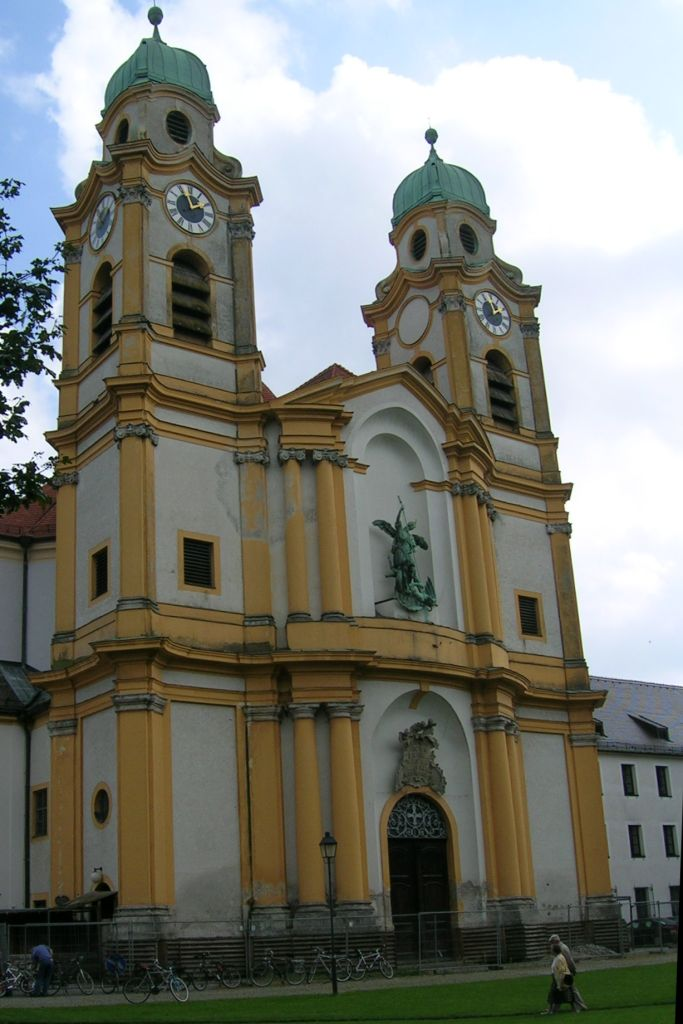
St. Michael in Berg am Laim

### Gegenwart
Heute umfasst sie etwa 800 Mitglieder. Sie tragen bis zu ihrem Tod eine Medaille mit den Buchstaben F P F P mit sich, die Initialen der Devise der Bruderschaft (sowie des Michaelsordens) fideliter (getreu), pie (fromm), fortiter (tapfer) und perseveranter (ausdauernd) bildem. 1996 entstand ein Ableger der Erzbruderschaft in Peiting.

## Abgrenzung
Nicht zu verwechseln ist die Erzbruderschaft St. Michael mit der
- Evangelischen Michaelsbruderschaft, die Teil der Berneuchener Bewegung ist.
- Erzbruderschaft vom heiligen Erzengel Michael in Wien[2]